# Los Aliados (xilografía)
Los Aliados (en francés: Les Alliés) es una xilografía de Raoul Dufy creada en 1914. Describe a seis soldados de los Aliados de la Primera Guerra Mundial en sus caballos, cada uno representa una nación distinta. La escena aparece en un día luminoso soleado entre nubes, decorada por flores, y tiene lugar en un cuadrado rodeado por las banderas de las seis naciones de los países aliados: Japón, Reino Unido, Bélgica, Rusia, Serbia y Francia. Los colores brillantes, los ornamentos y los caracteres estilizados recuerdan la atracción de Dufy por la impresión popular.  Una reproducción en color sobre papel de esta obra forma parte de la colección del Centro Pompidou.